# Aderus atrofasciatus
Aderus atrofasciatus é uma espécie de besouro da família Aderidae. A espécie foi descrita cientificamente por Maurice Pic em 1923.

## Distribuição geográfica
Habita em Tonkin (Vietname).